# 将耶稣从十字架上放下 (卡拉瓦乔)
《将耶稣从十字架上放下》(意大利语:Deposizione ) 是意大利巴洛克大师卡拉瓦乔最受推崇的祭坛画之一,创作于 1603 年至 1604 年。这幅画是为新堂 右侧的第二个小堂创作，该堂属于司铎祈祷会。 现在小堂里的是这幅画的副本，原作藏于梵蒂冈美术馆。鲁本斯、 泰奥多尔·杰利柯和塞尚等不同艺术家都曾临摹过这幅画。 

## 外部連結
- 维基共享资源上的相關多媒體資源：将耶稣从十字架上放下